# Deventer
Deventer (prononcé en néerlandais : [ˈdeːvəntər]  ; du bas saxon Deaventer) est une ville et commune néerlandaise, située dans la province d'Overijssel, en Salland.
Deventer reçoit la charte de cité en 956 et à partir de cette date, des fortifications de défense sont construites. Entre 1000 et 1500, la ville se développe grâce à son port, situé sur le fleuve IJssel, accessible aux gros navires, Deventer étant membre de la Ligue hanséatique. La commune compte aujourd'hui  104 301 habitants (décembre 2024).

## Histoire

### Fondation et batailles successives

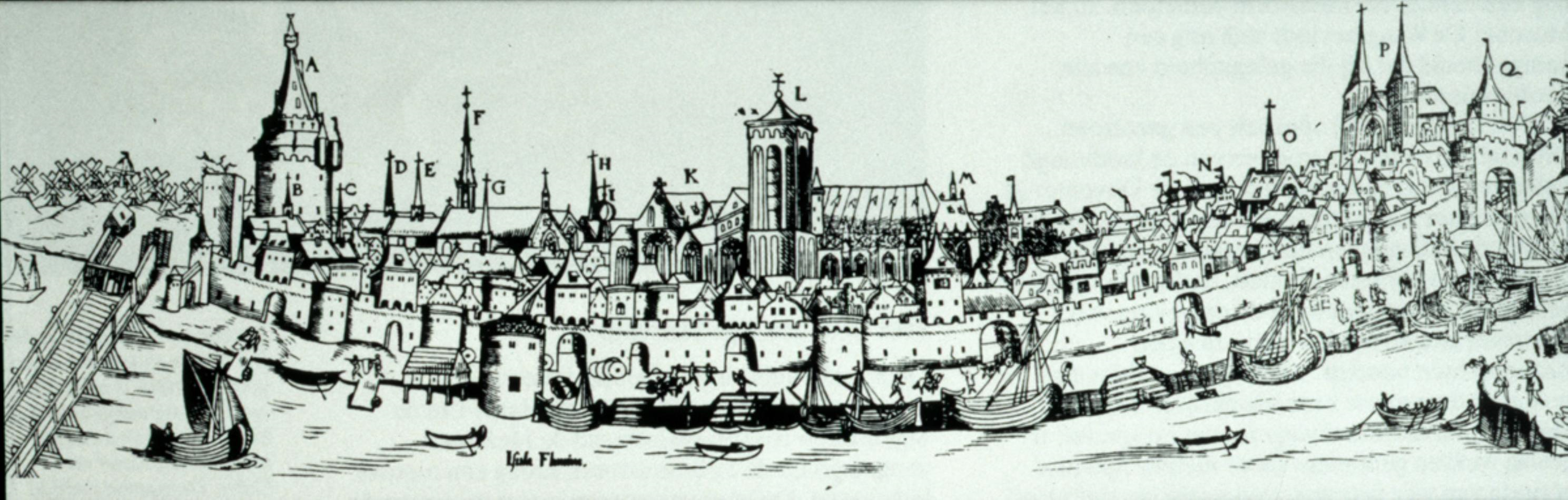
Deventer en 1550.

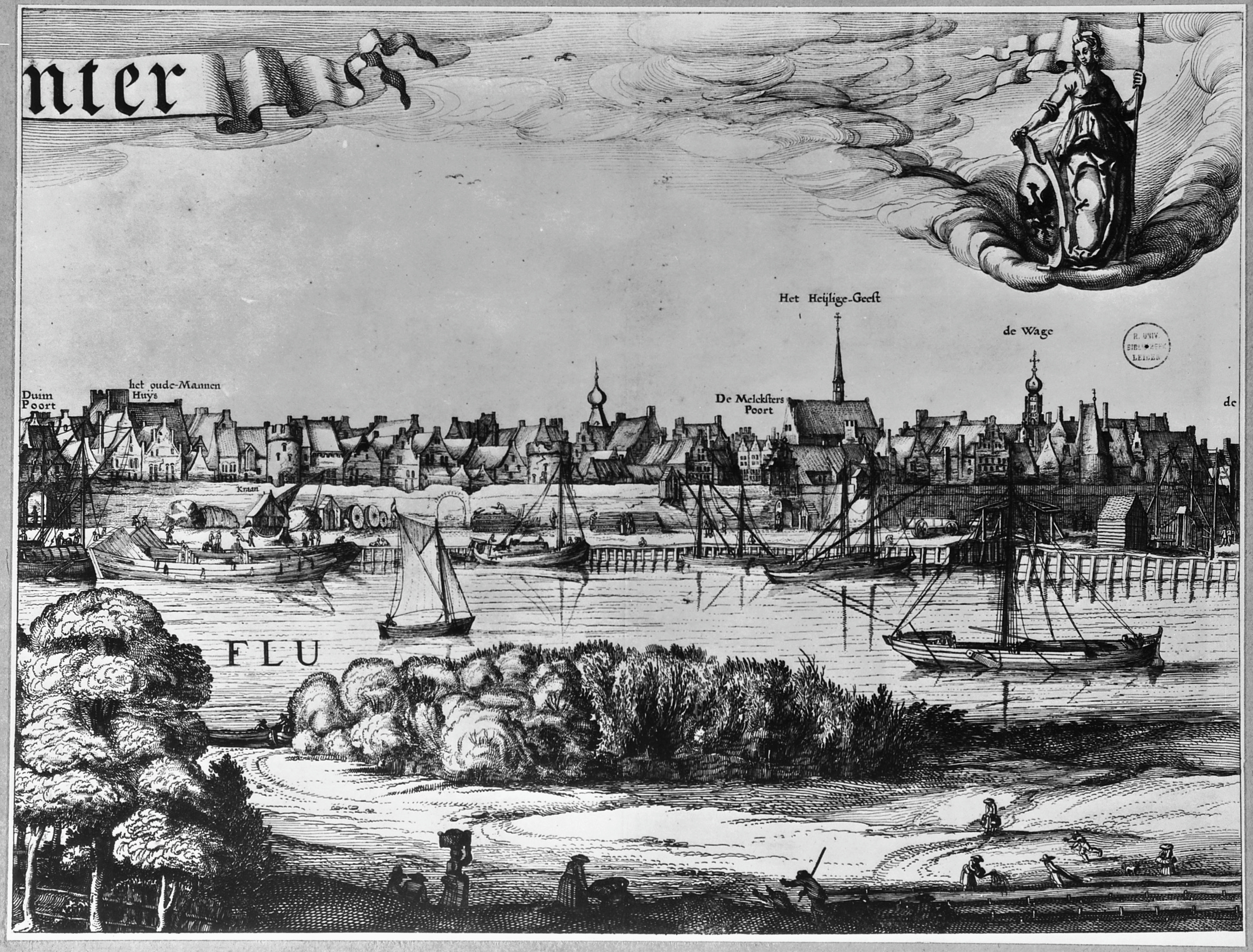
Deventer en 1615 par Claes Jansz Visscher.

Point de passage sur le fleuve IJssel, fondée selon la tradition par le missionnaire anglo-saxon Lébuin dans les années 760, saccagée par les Vikings en 882, Deventer reçoit le statut de cité en 956. Elle fait partie pendant le Bas Moyen Âge de la Ligue hanséatique. Au XIVe siècle, elle voit naître Gérard Groote, fondateur du mouvement religieux des Frères de la vie commune, à l'origine de la Devotio moderna. Elle est aussi le siège d'une Latijnse School renommée, et devient dès la seconde moitié du XVe siècle un foyer d'humanisme (avec notamment la classe d'Alexander Hegius von Heek, suivie entre autres par Érasme).

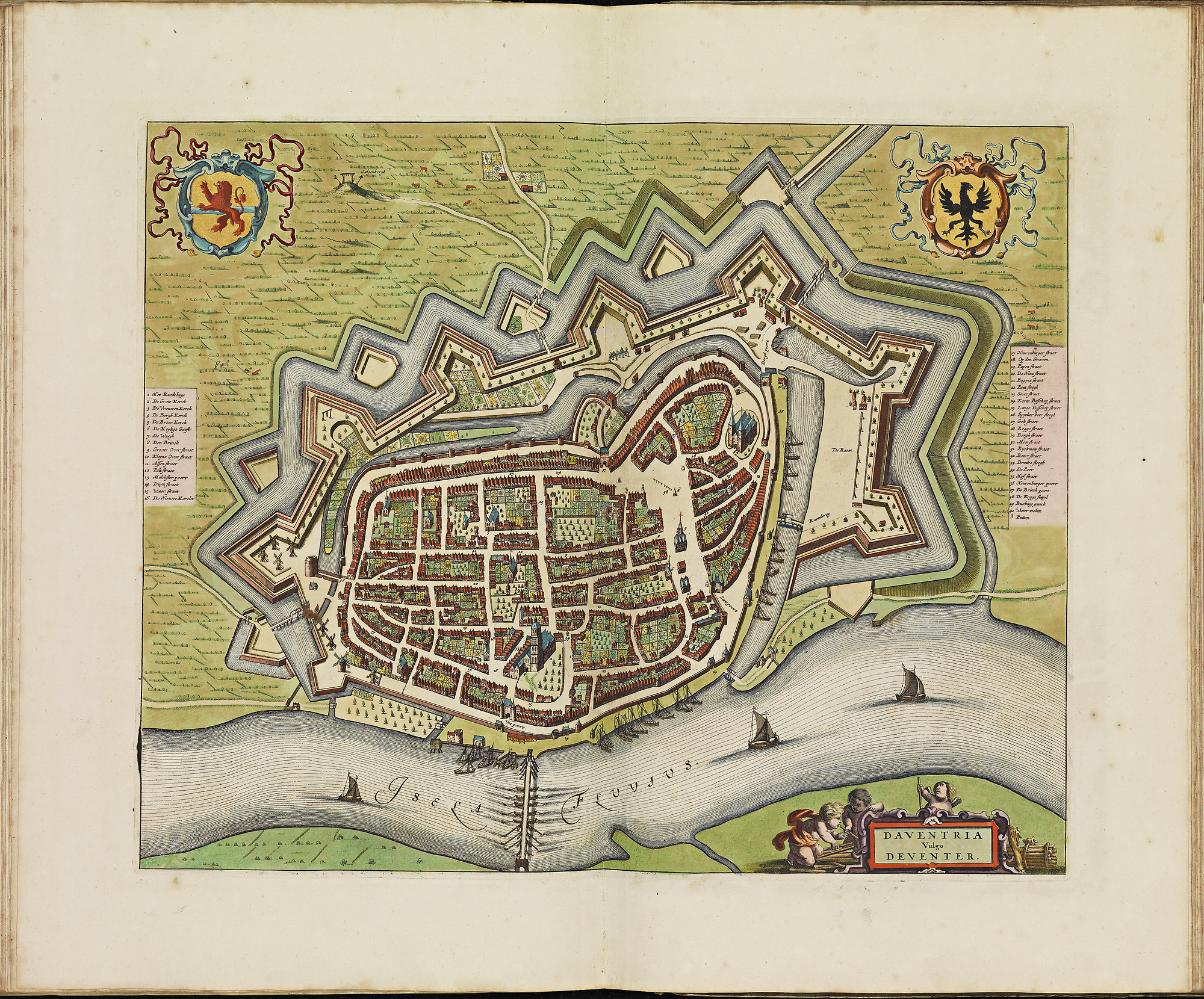
Deventer en 1698 selon l'atlas de Frederik de Wit.

Deventer est l'une des premières villes des Pays-Bas à introduire l'imprimerie, dès 1477. À partir du XVIe siècle, le port fluvial et la ville déclinent quelque peu, avant que Deventer ne devienne un centre industriel au XIXe siècle.
Deventer est assiégée à deux reprises lors de la guerre de Quatre-Vingts Ans, une première fois en 1578 et une seconde en 1591. Lors de la guerre de Hollande, en 1672, les troupes allemandes alliées de la France et menées par François-Henri de Montmorency-Luxembourg, s'emparent de la ville ainsi que d'autres places le long de l'IJssel.

### Temps modernes
En 1865, la gare de Deventer ouvre sur la ligne reliant Zwolle à Arnhem. En 2014, elle est la vingt-huitième gare la plus fréquentée du pays. Au XXe siècle, la ville gagne le surnom de « Moscou-sur-l'IJssel » (Moscou aan de IJssel) en raison de sa caractérisation en tant que bastion de gauche.
Le film à succès Un pont trop loin (1977) est tourné à Deventer, attirant alors de nombreux curieux. Le pont Wilhelmine sur l'IJssel remplace le pont John Frost d'Arnhem de l'opération Market Garden.
Le 1er janvier 2005, la commune de Deventer fusionne avec la commune de Bathmen, en conservant le nom de la première. La nouvelle commune résultant de la fusion comprend en plus de Deventer et Bathmen, les villages de Colmschate, Diepenveen, Lettele, Okkenbroek et Schalkhaar et les quartiers d'Apenhuizen, Averlo, Dortherhoek, Linde, Loo, Oude Molen, Pieriksmars, Tjoene et Zuidloo. Lors du recensement de 2004, la commune de Deventer compte 89 142 habitants ; la commune de Bathmen en compte 5 328.

## Culture
Deventer compte plusieurs sites à voir, notamment dans son centre-ville historique ; elle est l'une des villes les plus visités d'Overijssel avec Zwolle et Kampen, toutes deux situées au nord de la province.

### Patrimoine urbain
- Le Brink (place du marché) avec ses maisons, magasins et cafés. Le Brink est aussi le centre de la vie nocturne de Deventer. Le long de la place se trouve la Bussink « Koekhuisje »[3], où on peut acheter du Deventer koek (pain d'épices). Des marchés se tiennent sur la place chaque vendredi (celui du vendredi Saint est particulièrement important, suivant une tradition médiévale) et samedi.
- Le Waag (maison de la pesée) sur la place centrale du Brink[4],[5]. Le musée municipal est situé à l'intérieur du Waag. Les collections du musée concernent l'histoire industrielle et commerciale de la ville, le musée présente des peintures de Gerard Terborch et Han van Meegeren, de l'argenterie et des vestiges préhistoriques. Le Waag est décrit dans le roman Het wonder van Frieswijck (Le Miracle de Frieswijck) de Thea Beckman[réf. nécessaire].

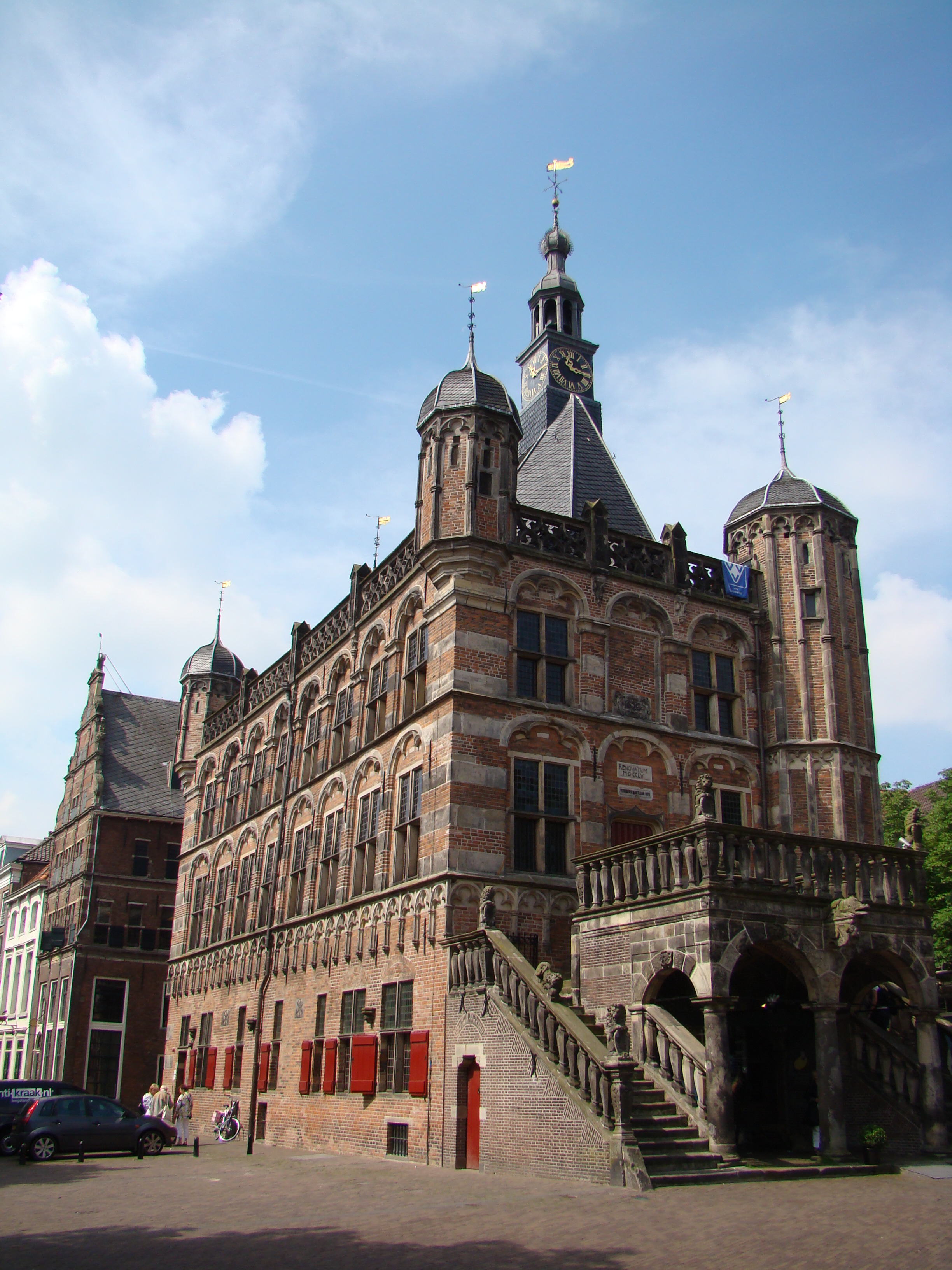
Le Waag (poids municipal).
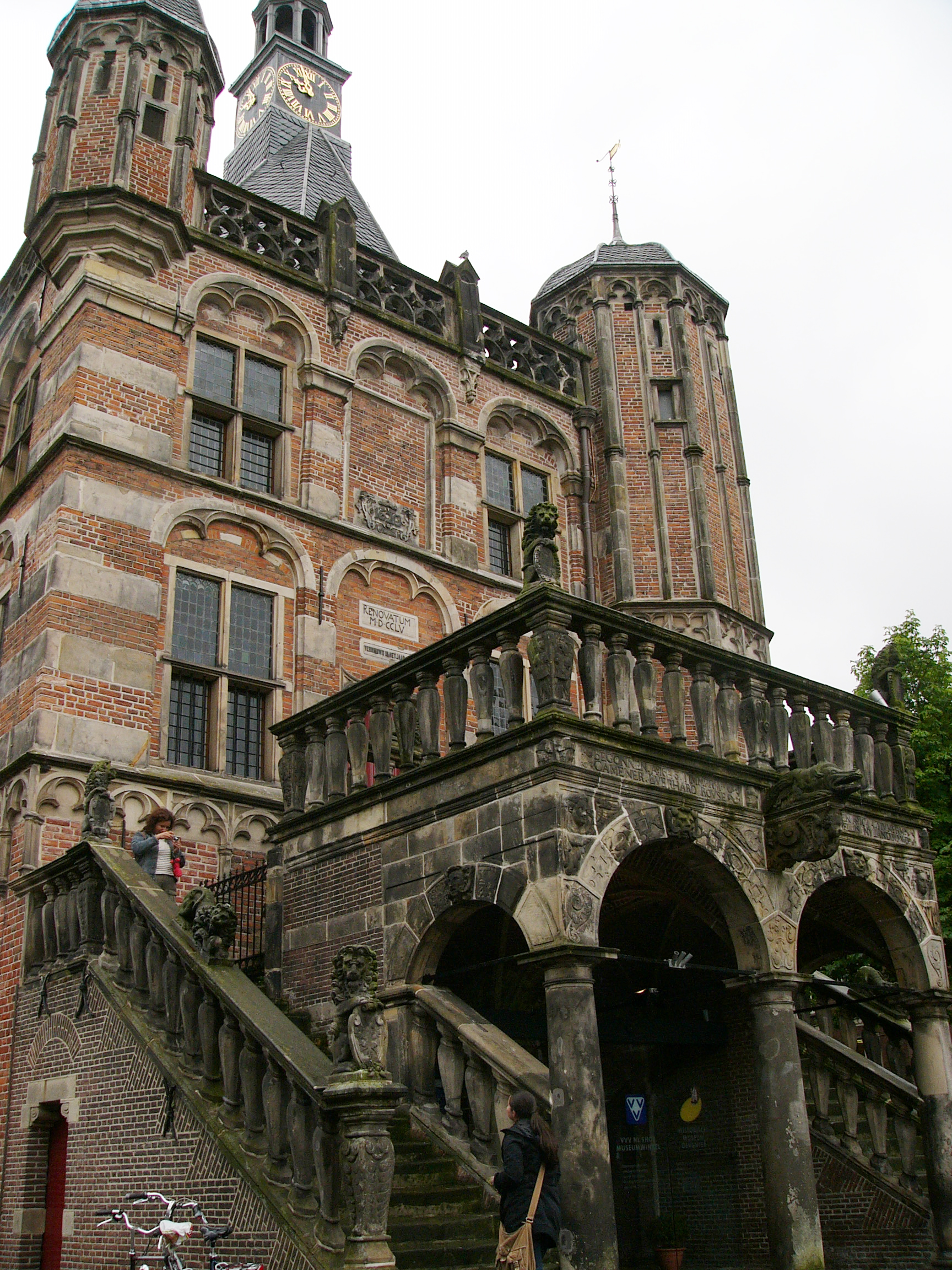
Ancien hôtel des poids et musée historique municipal.
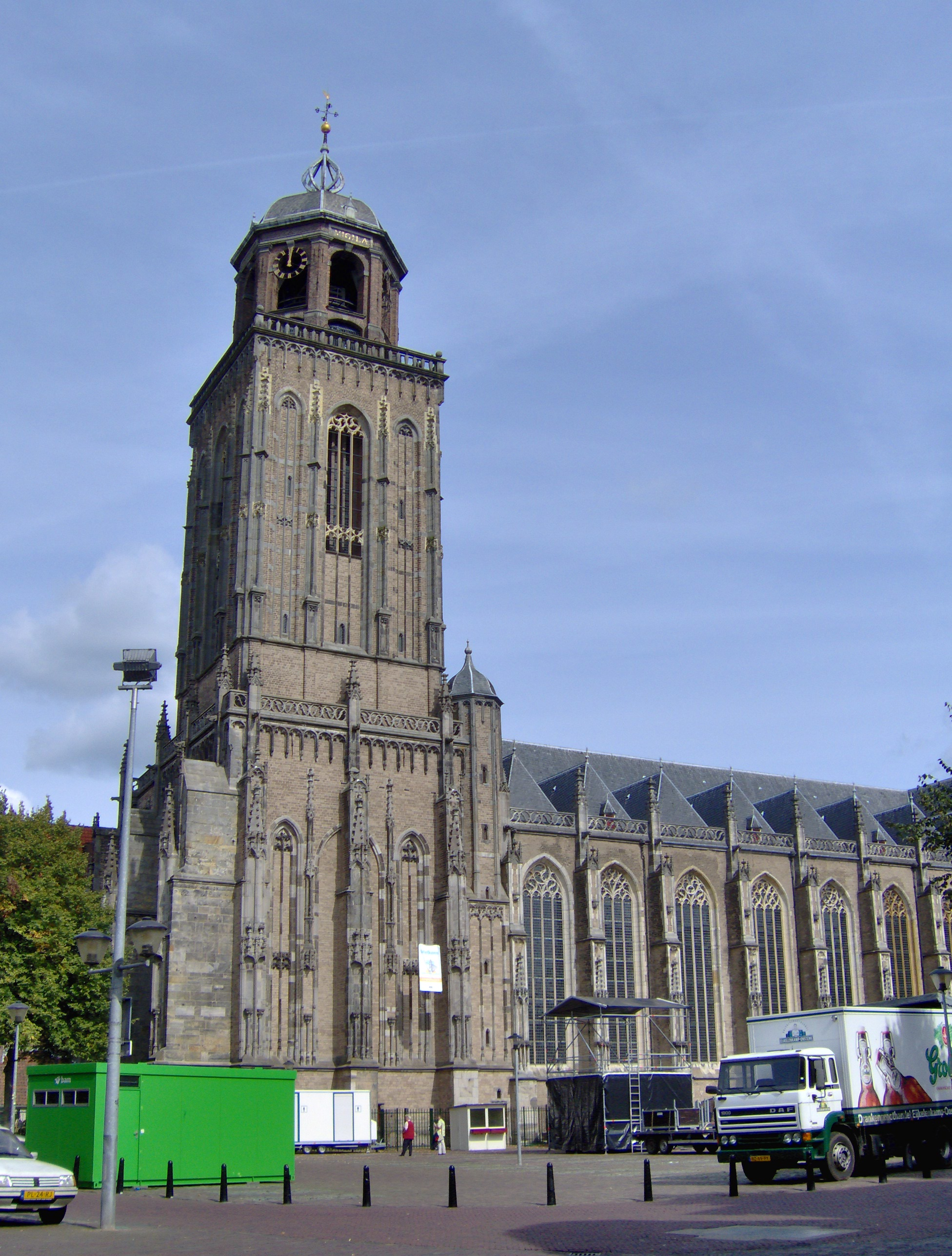
Tour de l'église Saint-Lébuin.

- Sur le mur extérieur du Waag est accrochée une marmite, qui aurait été utilisée pour une exécution publique à la fin du Moyen Âge. Un homme qui produit de fausses pièces y est ébouillanté ; une légende veut que les habitants de Deventer, devant la mise à mort, décident de ne plus  utiliser la marmite.

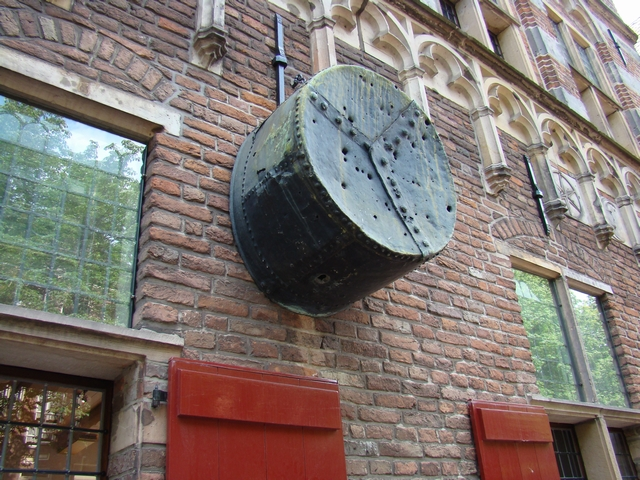
La marmite.

- L'église Saint-Lébuin (en néerlandais : Grote of Lebuinuskerk), église-halle de style gothique, est classée monument national néerlandais[6], et possède un orgue. Sa tour, classée elle aussi[7], haute d'une soixantaine de mètres[réf. nécessaire][8], est ouverte au public certains jours en été. Hors saison estivale, il est aussi possible d'y avoir accès sur rendez-vous.
- Le Speelgoedmuseum (musée du jouet) se situe derrière le Waag dans une des vieilles maisons de la ville.
- Le Bergkwartier (quartier de la colline) propose une promenade dans une architecture médiévale parmi les rues les plus anciennes de la ville. Au sommet de cette colline se situe la Bergkerk (église de la montagne) qui est désormais un musée d'art moderne. Des concerts gratuits ont lieu tous les premiers samedis du mois.

### Événements et festivals
La ville est le théâtre de trois événements d'ampleur nationale et internationale :
- Deventer op Stelten (Deventer sur échasses) : le premier week-end de juillet, le festival transforme le temps d'un week-end le Brink, la place de l'église Saint-Lebuin et les rues en un spectacle de rue. Les troupes et artistes donnent des représentations gratuites ;
- au mois d'août, le premier dimanche du mois, Deventer accueille une foire aux livres[9],[10],[11] ;
- le Dickens Festival en décembre voit les rues du Bergkwartier revenir à l’époque victorienne, décor des histoires de Charles Dickens.

## Galerie

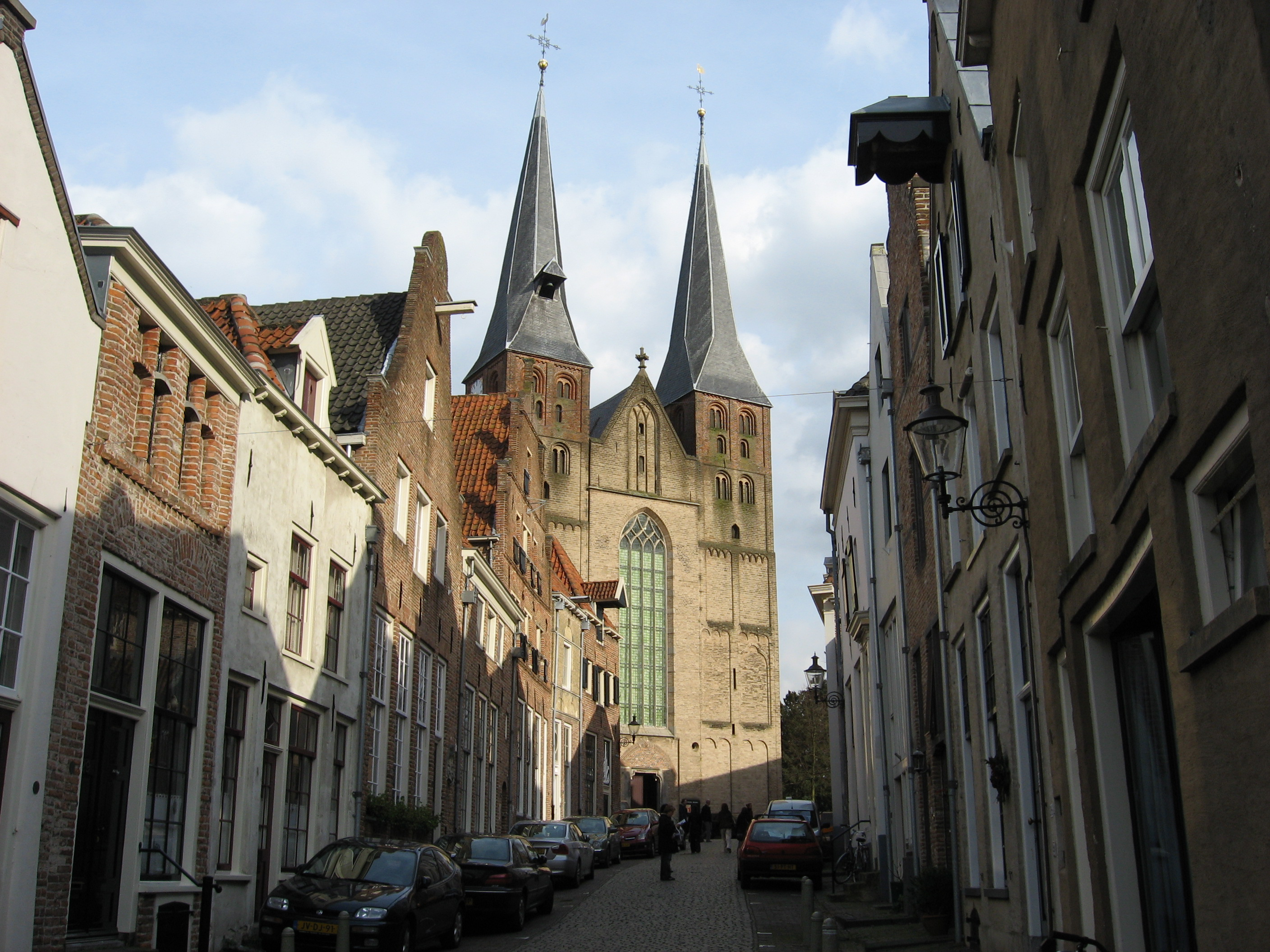
L'église Berg de Deventer.
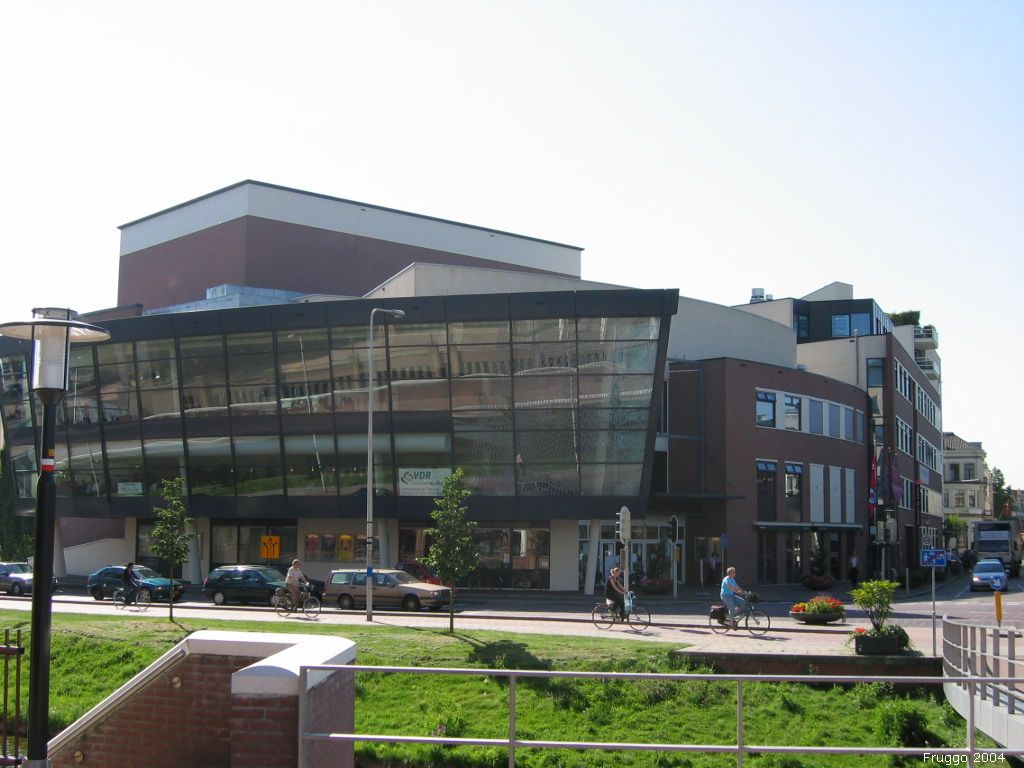
Le théâtre municipal.
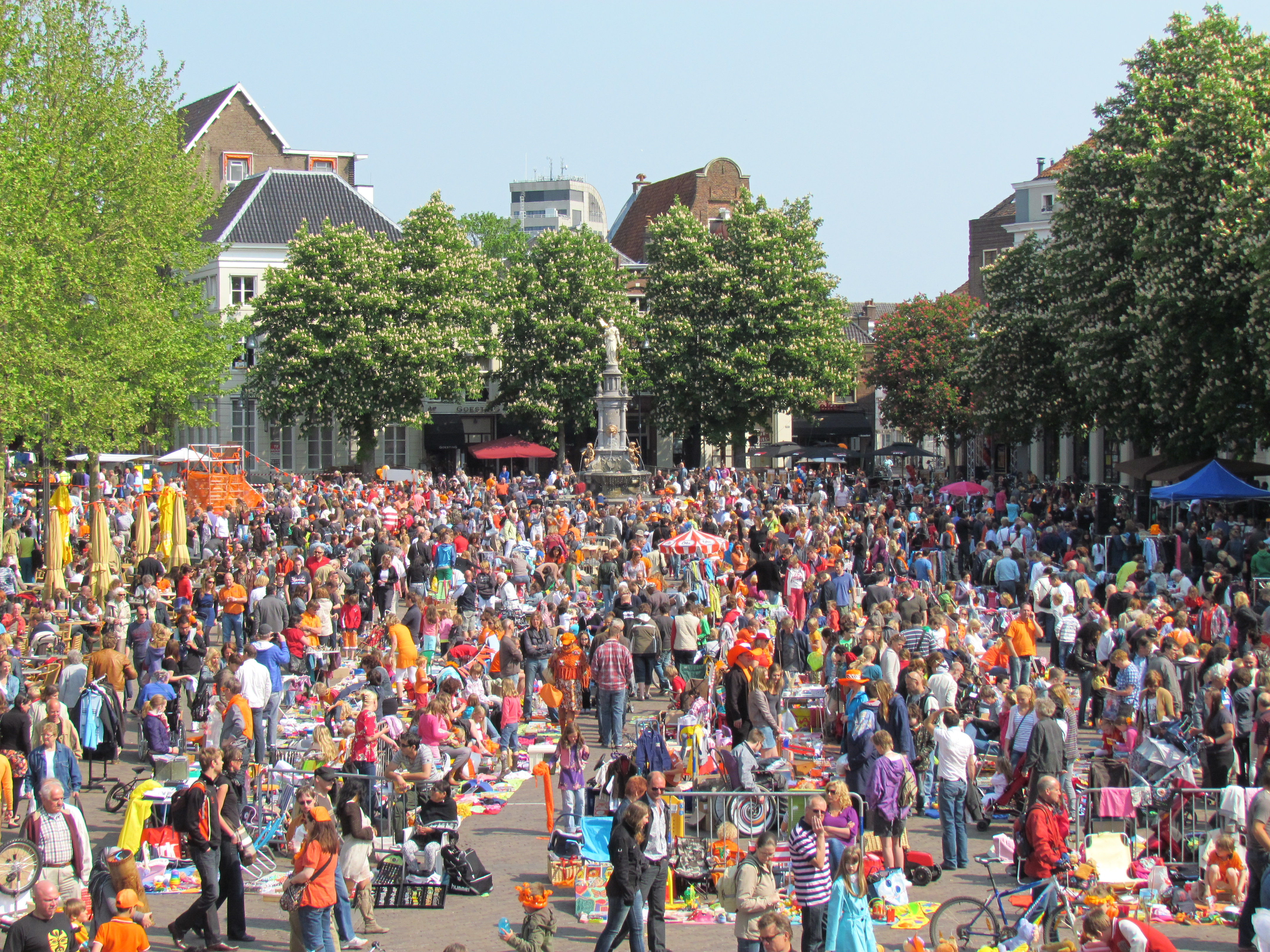
La fête de la Reine de 2011.
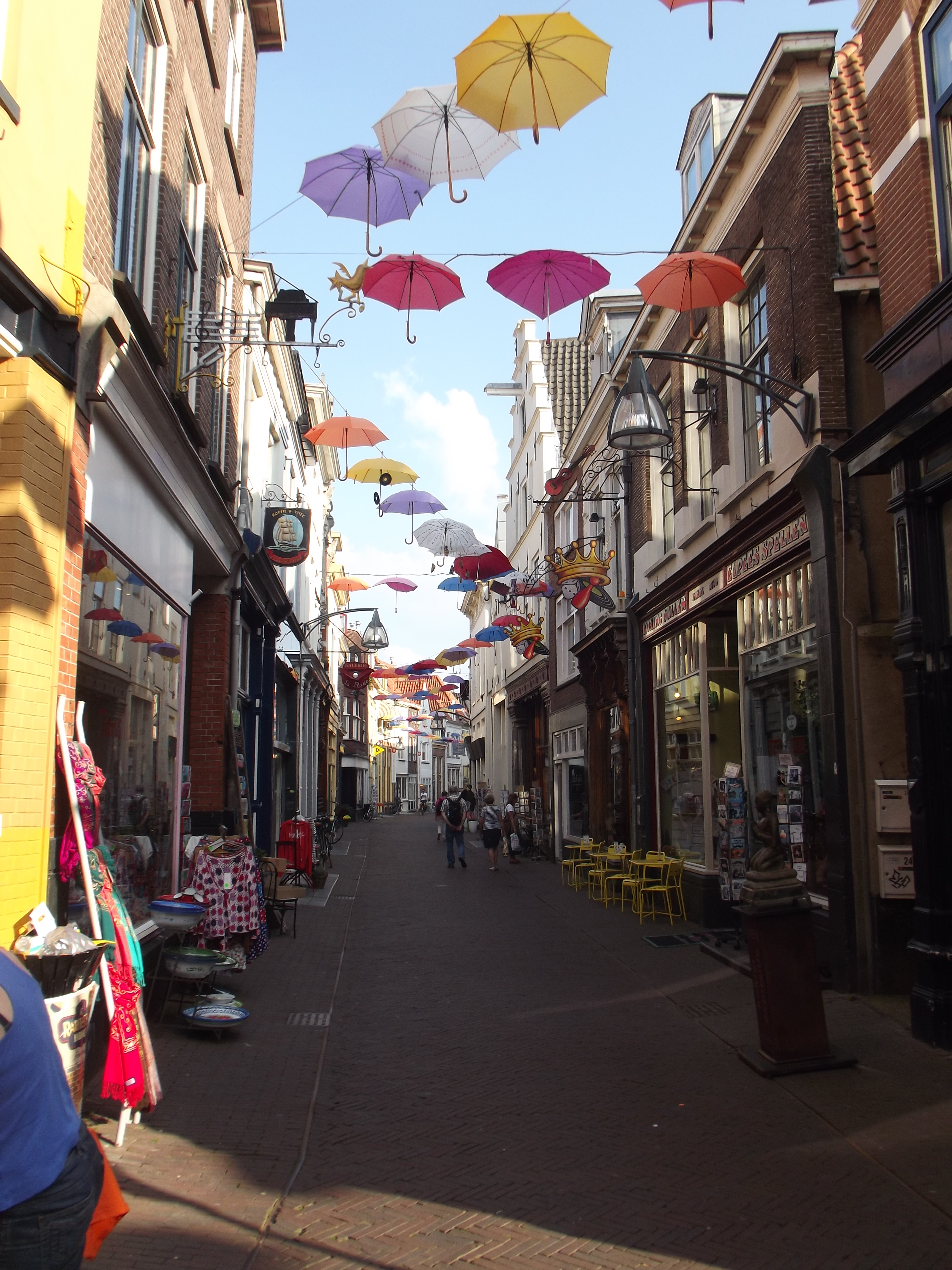
Centre-ville.
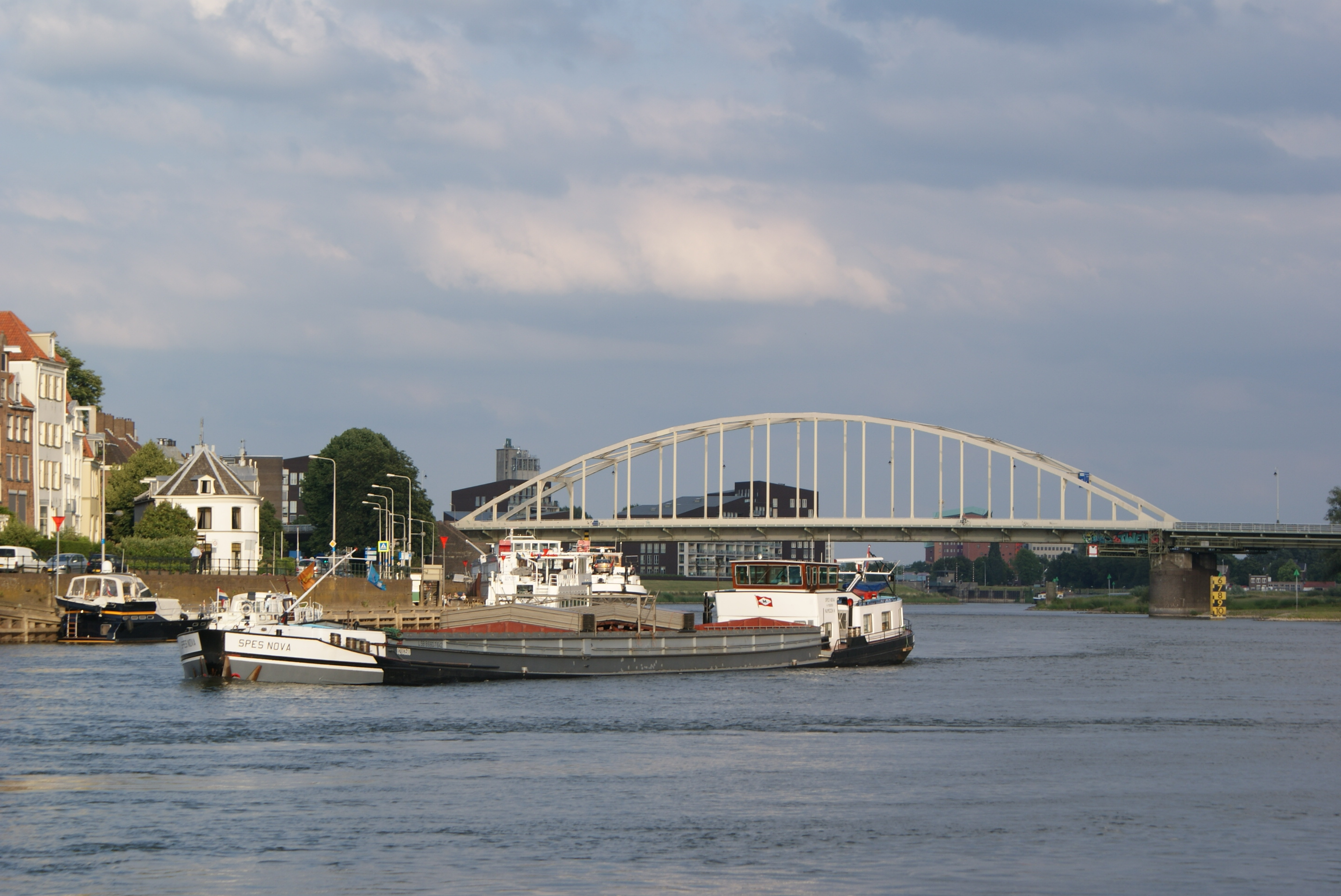
Pont Wilhelmine sur l'IJssel.
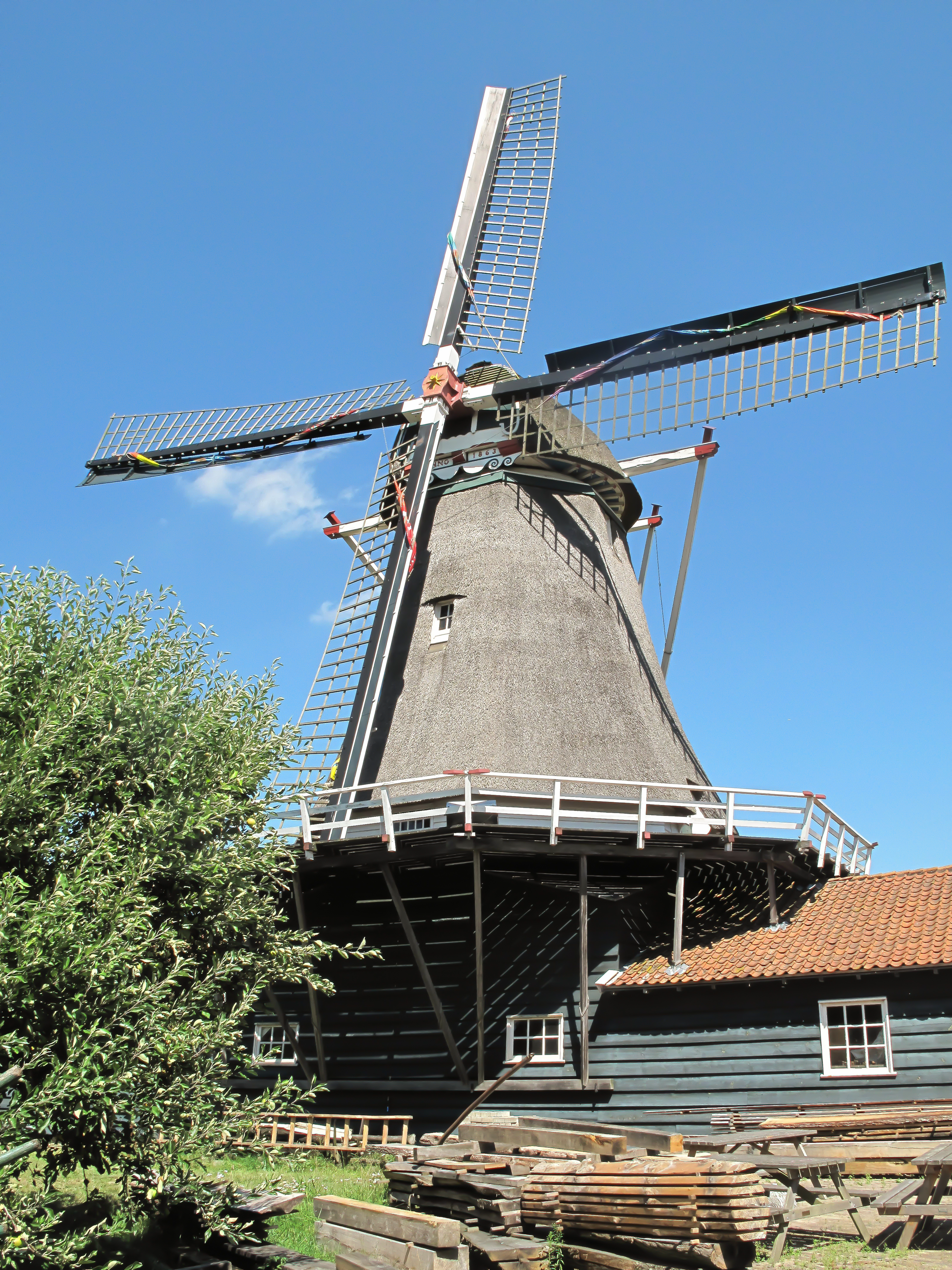
De Bolwerksmolen.

## Personnalités liées à Deventer
- Gerlach Petersen (1378-1411), écrivain ascétique, né à Deventer.
- Jan Pieterszoon Sweelinck (1562-1621), compositeur.
- Heinrich Gutberleth (1572-1635), pédagogue, recteur de l'école latine de Deventer.
- Jan Palthe (1717-1769), peintre.
- Gerrit David Jordens (1734-1803), homme politique.
- Bernardus Bosch (1746-1803), homme politique.
- Cornelis Willem de Rhoer (1751-1821), historien et juriste.
- Egbert Johan Greve (1754-1811), homme politique et linguiste.
- Augustijn Besier (1756-1829), homme politique.
- Ralph Dundas Tindal (1773-1834), général ayant servi dans les armées du Premier Empire.
- Henrik van Eyll (1769-1836), homme politique.
- Han van Meegeren (1889-1947), faussaire en peinture.
- Ineke Lambers-Hacquebard (1946-2014), femme politique.
- Bert van Marwijk (1952-), footballeur et entraîneur.
- Gertjan Verbeek (1962-), footballeur et entraîneur.
- Bas Dost (1989-), footballeur.
- Sam Beukema (1998-), footballeur.